# Ramö
Ramö (även Rammö, estniska: Rammu) är en ö i Finska viken utanför Estlands nordkust. Den ligger i Jõelähtme kommun i landskapet Harjumaa, 30 km nordost om huvudstaden Tallinn. Arean är 1,03 kvadratkilometer. 
Ön har haft estlandssvensk befolkning. 1952 tvingade sovjetisk militär de 100 boende att evakuera ön. Den är idag obebodd.
Terrängen på Ramö är mycket platt. Öns högsta punkt är 3,4 meter över havet. Den sträcker sig 1,9 kilometer i nord-sydlig riktning, och 2,3 kilometer i öst-västlig riktning.
Årsmedeltemperaturen i trakten är 5 °C. Den varmaste månaden är augusti, då medeltemperaturen är 18 °C, och den kallaste är januari, med −5 °C.